# 교또조선제2초급학교
교또조선제2초급학교(일본어: 京都朝鮮第一初級学校 교토 조선 제2초급학교[*])는 일본 교토시에 위치한 조선학교이다.

## 연혁
- 1965년 - 교토조선 제2초급학교로 개교
- 1967년 - 유치반 설치
- 1975년 - 중급부 설치

## 학과
- 초급부
- 유치반